# Біберах-на-Рісі
Бібера́х-на-Рі́сі (нім. Biberach an der Riß) — місто на півдні Баден-Вюртемберга (Німеччина). Центр району Біберах.
Місто розташоване при впадінні багатого колись бобрами Бібераха (тепер Вольфенбах) у притоку Дунаю Ріс, на висоті 540 м. Частина міста лежить у долині, а частина на висоті.
Через місто проходять автошляхи  і , а поряд — . Є залізнична станція на електрифікованій лінії Ульм—Фрідріхсгафен.

## Відомі люди
У місті народився німецький мотогонщик Дірк Родіс та футболіст Лоріс Каріус.